# شینگه، آنگولا
شینگه (به انگلیسی: Chiange) شهری در استان هوییلا واقع در کشور آنگولا است که در سال ۲۰۰۹ میلادی ۴٬۱۵۲ نفر جمعیت داشته است.